# Palazzo Vescovile di Bisceglie
Il Palazzo Vescovile è un edificio storico di Bisceglie. Dal 1980 il palazzo è sede del Museo diocesano.

## Storia
Verso la metà dell'XI secolo Pietro il Normanno, conte di Trani, iniziò un'impegnativa opera di fortificazione dei suoi possedimenti che comprendevano il borgo costiero di Bisceglie.
Qualche anno dopo, a conferma dell'ampliamento e dell'importanza assunta dalla nuova civitas, Papa Alessandro II (1061-1073), istituì la diocesi di Bisceglie, suffraganea di Trani. Ebbe così inizio la costruzione della Cattedrale, che in onore del conte venne intitolata a S. Pietro, ed accanto ad essa si dovettero allestire i locali destinati alla residenza del vescovo. Cattedrale ed Episcopio, dunque, inizialmente collocati al margine nord dell'antico borgo, diventeranno il centro della nuova città per effetto del massiccio inurbamento degli abitanti dei circostanti borghi rurali (casali), che costruiranno nuovi quartieri trasferendo nelle rispettive chiese le loro originarie devozioni.
La fusione tra i vari gruppi avvenne solo a distanza di due o tre generazioni, nel 1167, quando il Vescovo Amando diede finalmente ad essi una comune identità, introducendo il culto autoctono ai tre Santi Martiri: Mauro Vescovo, Sergio e Pantaleone, eletti a Protettori della Città. La solida mole della Cattedrale, con l'annesso palazzo episcopale, costituirà per secoli il luogo dove la comunità potrà riunirsi o rifugiarsi. Alla loro costruzione, accanto ai maestri muratori, scalpellini, scultori, venuti anche da terre lontane, concorreranno i cittadini di ogni ordine e grado, uniti da un impegno corale che si rinnoverà di generazione in generazione apportando ai due monumenti i segni delle mode e delle civiltà che si sono succedute.
L'attuale configurazione del Palazzo resta, tuttavia, quella impressagli dal Vescovo Pompeo Sarnelli tra il 1693 ed il 1707 con la costruzione del secondo piano, che presenta soffitti lignei dipinti, e della elegante scalinata a tre ordini di arcate con colonne, stemmi e balaustre in pietra locale.
Per valorizzare le testimonianze del passato, sul loggiato dell'Episcopio, egli diede inizio ad una raccolta di iscrizioni e sculture di cui ci restano alcuni frammenti dell'antico pulpito e del ciborio medioevale della Cattedrale , il bassorilievo con l'effigie del Vescovo Martino de Madio, che, originariamente, si trovava nella Cappella del SS. Sacramento in Cattedrale e due frammenti di epigrafi sepolcrali arabe dell'XI secolo.
Nuovi lavori furono attuati verso la metà del '700 dal Vescovo Leonardi che creò l'annesso Seminario e nel 1795 da Mons. Palica, ultimo vescovo di Bisceglie.
Dopo il passaggio dell'antica Chiesa vescovile di Bisceglie all'Amministrazione perpetua degli Arcivescovi di Trani, avvenuto nel 1818, vennero eseguiti ulteriori lavori per conto dell'Arcivescovo De Franci e del suo successore De Bianchi Dottula.
Dalla seconda metà del XIX secolo, il Palazzo subì un lento ma inesorabile declino sino al suo totale abbandono. Solo nel 1974, per iniziativa di alcuni cittadini, cominciò il suo recupero ed utilizzo come sede museale per raccogliervi opere d'arte che altrove correvano il rischio di essere distrutte o disperse. Nel 1980 l'Arcivescovo Carata ne formalizzò la destinazione a sede della Pinacoteca Diocesana di Bisceglie, che in seguito ha assunto l'attuale denominazione di Museo Diocesano – Sede di Bisceglie, facendo parte del Sistema Museale Diocesano istituito dall'Arcivescovo Giovan Battista Pichierri.